# Douglas Greenall
Pas d'image ? Cliquez ici

a Compétitions nationales et continentales officielles uniquement.

b Matchs officiels uniquement.
Douglas Greenall, né le 7 juin 1927 à Prescot (Merseyside) et mort le 23 décembre 2007, est un joueur de rugby à XIII anglais évoluant au poste de centre dans les années 1940 et 1950. Il a essentiellement joué pour St Helens RLFC où il fait partie du temple de la renommée, avant de partir pour Wigan. Il a également été international britannique participant à leur tournée dans l'hémisphère sud en 1954.